# Hygrophila (zoologia)
Hygrophila Férussac, 1822 è un superordine di molluschi gasteropodi d'acqua dolce.

## Descrizione
Il raggruppamento comprende tutte le chiocciole d'acqua dolce in grado di respirare l'aria. Gli occhi di questi molluschi sono posti alla base delle loro appendici cefaliche, anziché alla punta di esse, come avviene negli Stylommatophora. Sono dotati di conchiglia sottile, traslucida, priva di opercolo, con un'ampia variabilità di forme (coniche, spiraliformi, discoidali, patelliformi), con avvolgimento destrorso o sinistrorso.

## Biologia
Questi molluschi assimilano l'ossigeno atmosferico attraverso la superficie interna del loro mantello, dove trattengono una bolla d'aria, che deve essere rinnovata periodicamente.

## Distribuzione e habitat
Il raggruppamento ha una distribuzione cosmopolita essendo diffuso in stagni, ruscelli, fossati e laghi poco profondi di tutti i continenti eccetto l'Antartide.

## Tassonomia
Il superordine Hygrophila comprende due superfamiglie e otto famiglie:
- Superfamiglia Chilinoidea Dall, 1870
  - Chilinidae Dall, 1870
  - Latiidae Hutton, 1882
- Superfamiglia Lymnaeoidea Rafinesque, 1815
  - Acroloxidae Thiele, 1931
  - Bulinidae P. Fischer & Crosse, 1880
  - Burnupiidae Albrecht, 2017
  - Lymnaeidae Rafinesque, 1815
  - Physidae Fitzinger, 1833
  - Planorbidae Rafinesque, 1815

Nelle classificazioni precedenti le famiglie di questo taxon erano inquadrate tra i   Basommatophora, raggruppamento rivelatosi polifiletico.

### Alcune specie

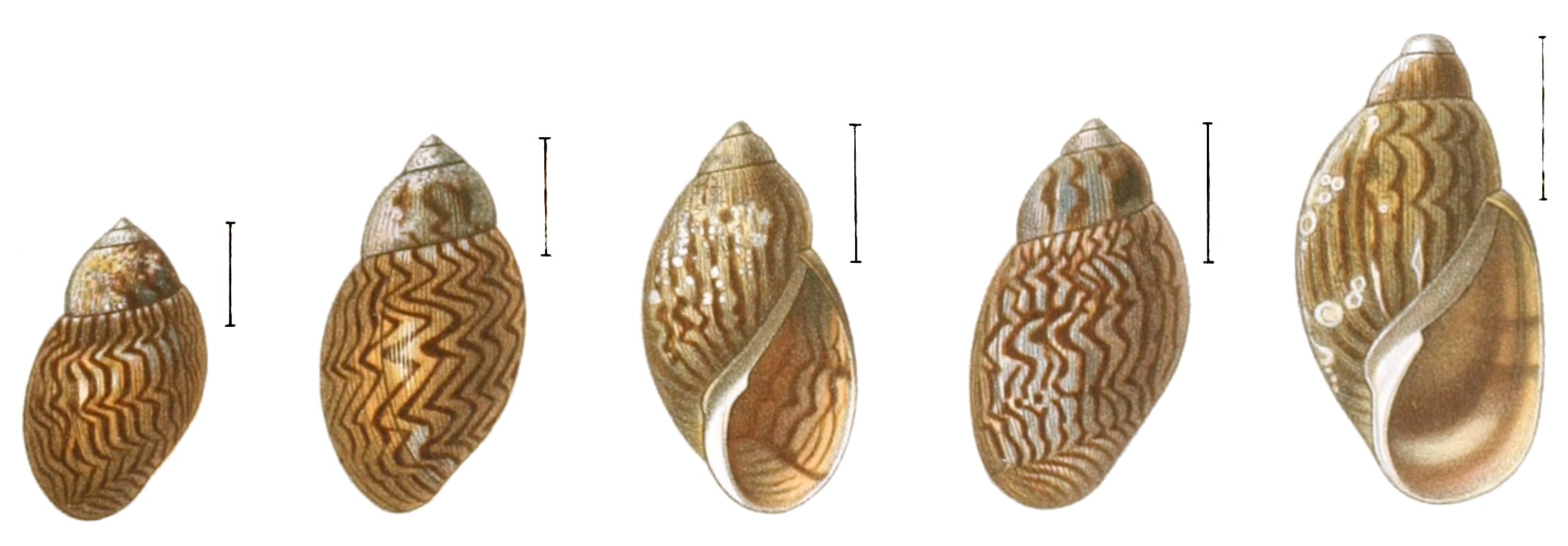
Chilina fulgurata (Chilinidae)
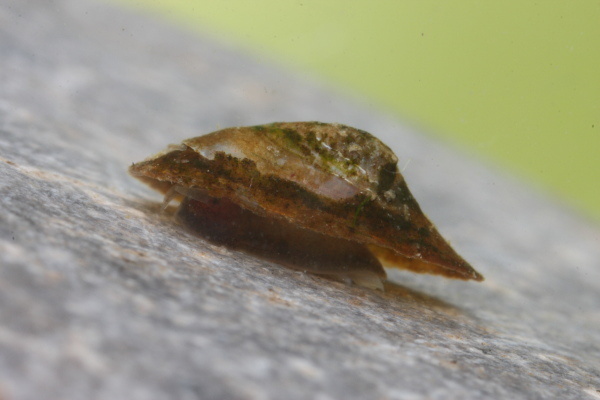
Acroloxus lacustris (Acroloxidae)
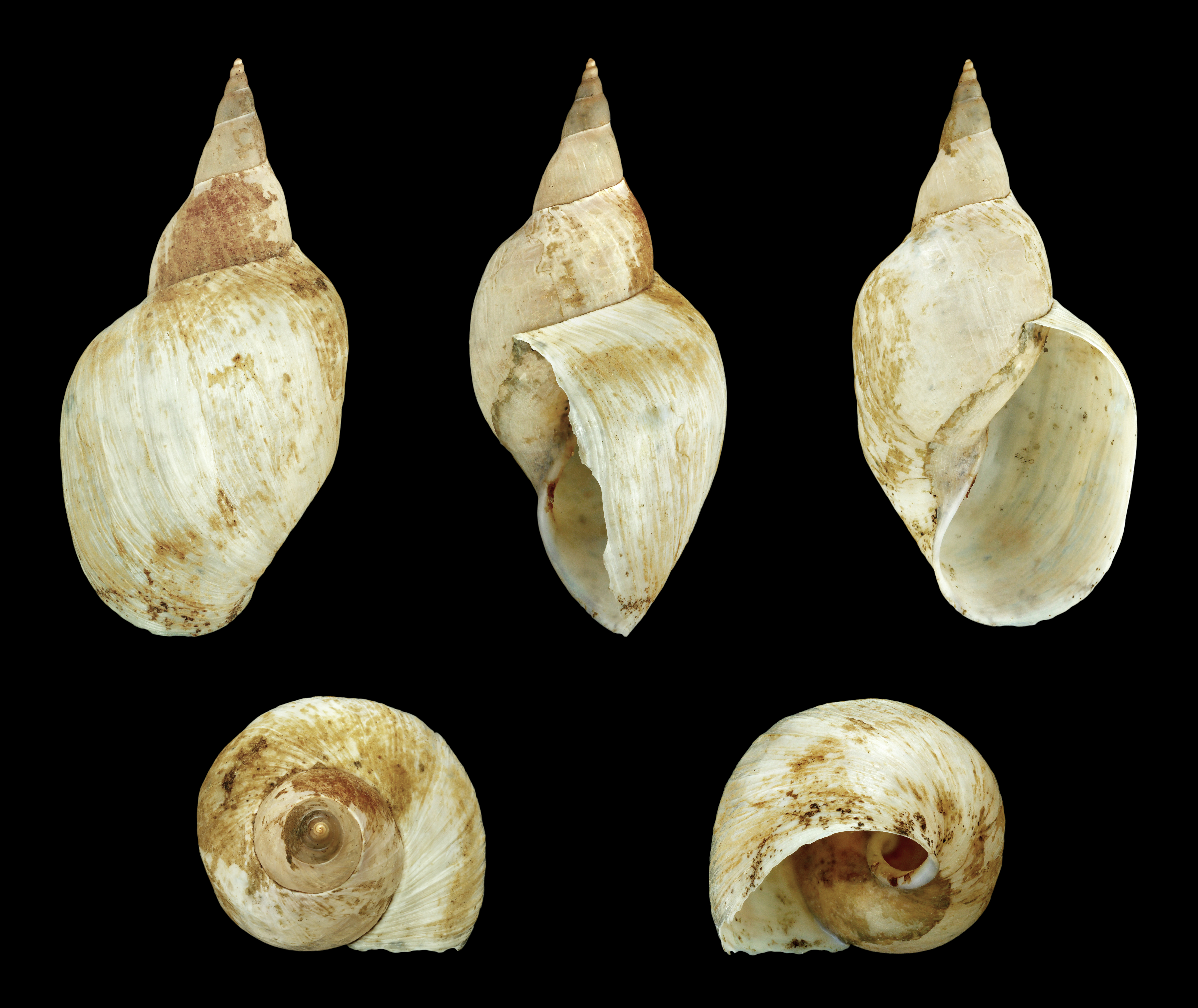
Lymnaea stagnalis (Lymnaeidae)
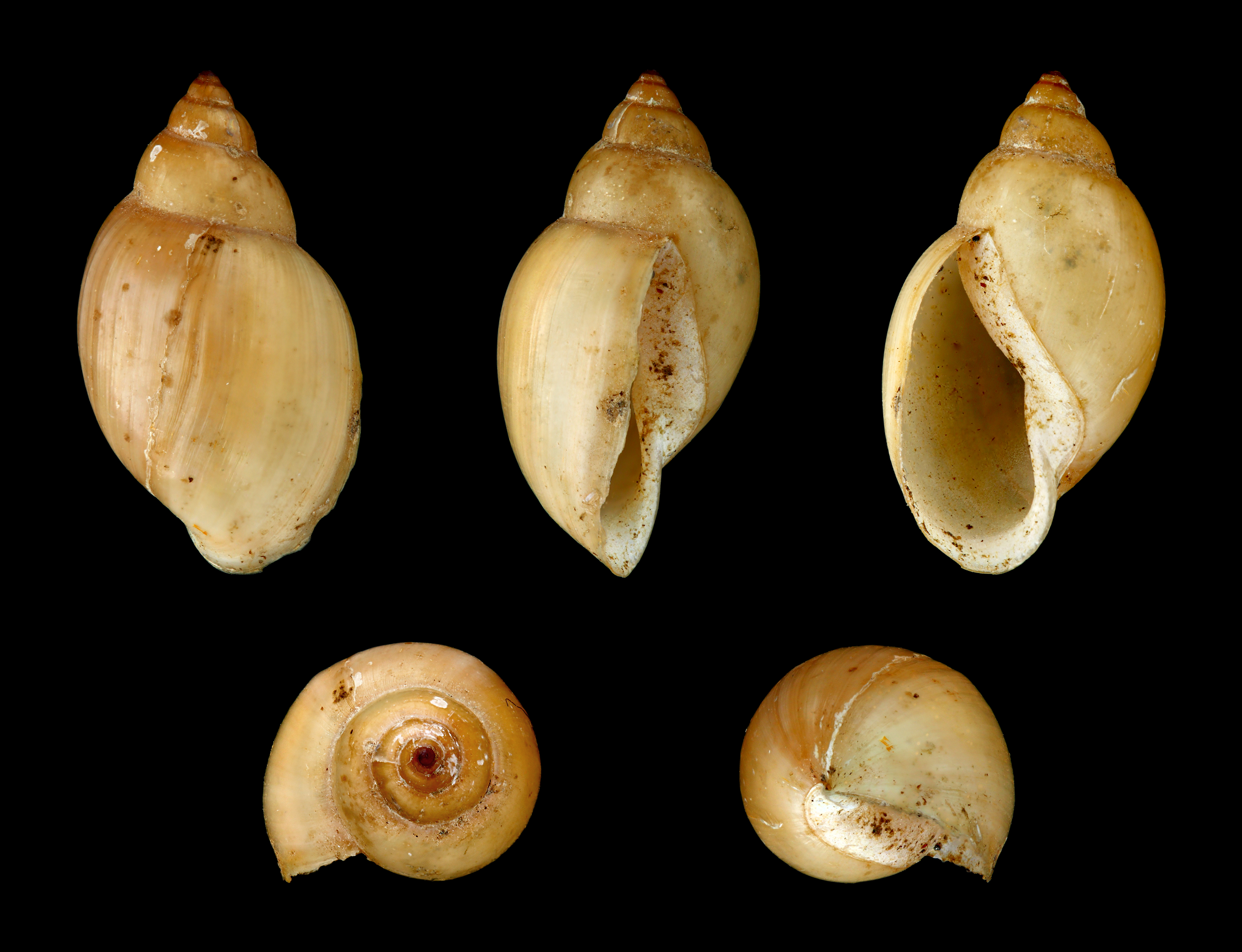
Physella acuta (Physidae)
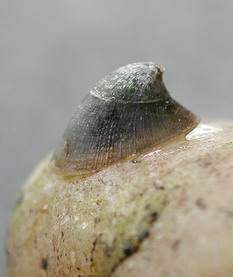
Ancylus fluviatilis (Planorbidae)